# Emory Tate
Pour les articles homonymes, voir Tate.
Cet article utilise la notation algébrique pour décrire des coups du jeu d'échecs.
Emory Andrew Tate Jr., né le 27 décembre 1958 à Chicago, dans l'Illinois et mort le 17 octobre 2015, est un joueur d'échecs américain, maître international à partir de 2007. 

## Biographie

### Jeunesse et formation
Tate naît à Chicago, dans l'Illinois, où son père Emory Andrew Tate Sr. exerce en tant qu'avocat. Il apprend à jouer aux échecs lorsqu'il est enfant. Il sert dans l'US Air Force en tant que sergent d'état-major, où ses compétences linguistiques sont appréciées. Son fils dit de lui : « Les militaires lui ont appris le russe. Il a appris l'espagnol et l'allemand par accident »,.

### Carrière échiquéenne
Le meilleur classement Elo obtenu par Tate est de 2 413 points au classement FIDE en octobre 2006, ce qui en fait alors le 72e joueur le mieux classé aux États-Unis, et le positionne parmi les 2 000 meilleurs joueurs actifs au monde[réf. nécessaire]. Son meilleur classement USCF est de 2 499 points sur la liste d'avril 1997. Il reçoit le titre de maître international en 2007, après avoir gagné sa troisième norme au World Open 2006.
Tate se forge une réputation de tacticien créatif sur le circuit d'échecs américain, où il remporte environ 80 parties contre des grands maîtres internationaux. Tate remporte cinq fois le championnat d'échecs des forces armées des États-Unis. Il remporte le championnat de l'Indiana à six reprises (1995, 1996, 2000, 2005, 2006, 2007) et est intronisé dans l'Indiana State Chess Hall of Fame en 2005. Il remporte également  le championnat de l'Alabama en 2010. Le vétéran de l'armée de l'air et champion d'échecs des forces armées des États-Unis, Leroy Hill, déclare à son propos : « Tous les joueurs avaient des surnoms. Pour Emory c'était "l'extraterrestre" parce que son style de jeu était hors du commun. ».
Le premier grand maître international d'échecs noir, Maurice Ashley, décrit Tate comme « un pionnier des échecs afro-américains. »
« Je ne l'ai jamais vu lire des livres d'échecs. Il détestait également les jeux d'échecs électroniques et ne les utilisait jamais. Un jour, il s'est simplement assis et a joué. », déclare son fils aîné, Andrew.

### Vie privée et famille
Il a eu trois enfants avec sa femme. Son fils aîné, Emory Andrew Tate III (connu sous le nom d'Andrew Tate) devient kickboxeur, puis entrepreneur. Son deuxième enfant est Tristan Tate, lui aussi kickboxeur et entrepreneur avec son frère Andrew. Son dernier enfant est Janine Tate Webb, avocate aux États-Unis. Le 17 octobre 2015, Emory Tate meurt à la suite d'un malaise soudain, lors d'un tournoi à Milpitas, en Californie,.

## Exemples de parties
Nick de Firmian - Tate, New Jersey Open 2001
- 1.e4 c5 2. Cf3 d6 3.d4 cxd4 4. Cxd4 Cf6 5. Cc3 Fd7 6. Fe3 Cg4 7. Bg5 h6 8. Fh4 g5 9. Fg3 Fg7 10.h3 Ce5 11. Fe2 Cbc6 12. Cb3 h5 13.f3 h4 14. Ff2 Cg6 15. OO Be5 16. Qd2 Qc8 ! 17. Fe3 Ff4 18. Rfe1 Nce5 19. Cd4 Fxh3 ! 20.gxh3 Dxh3 21. Fb5+ Rf8 22. Fxf4 Cxf4 23. Tf1 a6 24. Fd3 Dg3+ 25. Kh1 h3 ! 26. Tg1 Dg2+ 27. Txg2 hxg2+ 28. Kg1 Rh1+ 29. Kf2 Rxa1 30. Cd1 Kg7 31. Ce2 Tc8 32.b3 f6 33. Ng1 Rh8 34. Fc4 Rh1 35. Be2 Rxa2 36. Ne3 Ra1 37. Cd1 Nég6 38. Fc4 Ch4 39. Fe2 Rxg1 40. Kxg1 Nh3+ 0-1[12]

Tate - Leonid Youdassine, US Masters 1997
- 1.e4 c5 2. Cf3 d6 3.d4 cxd4 4. Cxd4 Cf6 5. Cc3 a6 6. Fc4 e6 7. Fb3 Cbd7 8. Qe2 Cc5 9.g4 ! ? b5 10.g5 Cfd7 11. Bd5 ! ? Bb7 12. Fxb7 Cxb7 13.a4 bxa4 14. Rxa4 Nbc5 15. Ra3 Qb6 16. OO Be7 17. Rh1 OO 18.b4 ! ? Na4 19. Nf5 ! exf5 20. Cd5 Dd8 21.exf5 Te8 22. Qh5 ! ? Nab6 ? 23. Rh3 Cf8 24.f6 ! ! Cxd5 25.fxg7 Rxg7 26. Fb2+ Kg8 27.g6 ! Bf6 28.gxf7+ Rh8 29. Tg1 Te1 30. Rxe1 Fxb2 31. Te8 Cf6 32. Rxd8 Rxd8 33. Dh6 Ce4 34. Qh4 ! Cf6 35. Rg3 N8d7 36. Qh6 1-0 [13]

Tate - Braunlich, US Open 2001
- 1.e4 c5 2. Cf3 d6 3.d4 cxd4 4. Cxd4 Cf6 5. Cc3 a6 6. Fc4 e6 7. Bb3 b5 8. Bg5 h6 9. Fh4 Fe7 10. Qf3 Qc7 11. OOO Nbd7 12. Rhe1 Cc5 13. Nf5 ! Cxb3+ 14.axb3 exf5 15. Fxf6 gxf6 16. Cd5 Dd8 17. Cxe7 Kxe7 18.exf5+ Be6 19.fxe6 fxe6 20. Qb7+ Qd7 21. Rxe6+ ! 1-0 [14]